# العلاقات الأوغندية البليزية
العلاقات الأوغندية البليزية هي العلاقات الثنائية التي تجمع بين أوغندا وبليز.

## مقارنة بين البلدين
هذه مقارنة عامة ومرجعية للدولتين:
| وجه المقارنة                                              | أوغندا                        | بليز         |
| --------------------------------------------------------- | ----------------------------- | ------------ |
| المساحة (كم2)                                             | 241.04 ألف                    | 22.97 ألف    |
| عدد السكان (نسمة)                                         | 42.86 مليون                   | 374.68 ألف   |
| الكثافة السكانية (ن./كم²)                                 | 177.81                        | 16.31        |
| العاصمة                                                   | كامبالا                       | بلموبان      |
| اللغة الرسمية                                             | لغة إنجليزية، اللغة السواحلية | لغة إنجليزية |
| العملة                                                    | شيلينغ أوغندي                 | دولار بليزي  |
| الناتج المحلي الإجمالي (بليون دولار)                      | 25.89 مليار                   | 1.84 مليار   |
| الناتج المحلي الإجمالي (تعادل القوة الشرائية) بليون دولار | 72.25 مليار                   | 3.05 مليار   |
| الناتج المحلي الإجمالي الاسمي للفرد دولار أمريكي          | 705                           | 4.88 ألف     |
| الناتج المحلي الإجمالي للفرد دولار أمريكي                 | 1.77 ألف                      | 8.42 ألف     |
| مؤشر التنمية البشرية                                      | 0.483                         | 0.715        |
| رمز المكالمات الدولي                                      | +256                          | +501         |
| رمز الإنترنت                                              | .ug                           | .bz          |
| المنطقة الزمنية                                           | ت ع م+03:00                   | 00           |

## منظمات دولية مشتركة
يشترك البلدان في عضوية مجموعة من المنظمات الدولية، منها:
| علم المنظمة | اسم المنظمة                                 | تاريخ انضمام أوغندا | تاريخ انضمام بليز |
| ----------- | ------------------------------------------- | ------------------- | ----------------- |
|             | مؤسسة التنمية الدولية                       | 27 سبتمبر 1963      | 19 مارس 1982      |
|             | يونسكو                                      | 9 نوفمبر 1962       | 10 مايو 1982      |
|             | وكالة ضمان الاستثمار متعدد الأطراف          | 10 يونيو 1992       | 29 يونيو 1992     |
|             | الأمم المتحدة                               | 25 أكتوبر 1962      | 25 سبتمبر 1981    |
|             | مجموعة دول أفريقيا والكاريبي والمحيط الهادئ | ?                   | ?                 |
|             | دول الكومنولث                               | ?                   | ?                 |
|             | الفريق المعني برصد الأرض                    | ?                   | ?                 |
|             | الاتحاد البريدي العالمي                     | ?                   | ?                 |
|             | البنك الدولي للإنشاء والتعمير               | 27 سبتمبر 1963      | 19 مارس 1982      |
|             | الاتحاد الدولي للاتصالات                    | 8 مارس 1963         | 16 ديسمبر 1981    |
|             | منظمة حظر الأسلحة الكيميائية                | ?                   | ?                 |
|             | مؤسسة التمويل الدولية                       | 27 سبتمبر 1963      | 19 مارس 1982      |
|             | منظمة التجارة العالمية                      | ?                   | ?                 |
|             | منظمة الشرطة الجنائية الدولية               | ?                   | ?                 |

## وصلات خارجية
- موقع وزارة الخارجية الأوغندية
- موقع وزارة الخارجية البليزية